# پلشی
پلشی (به انگلیسی: Pleshey) یک روستا و محله مدنی در بریتانیا است که در Chelmsford واقع شده‌است. پلشی ۳۷۳ نفر جمعیت دارد.